# エニンバFC
エニンバFC（英語: Enyimba Football Club）は、ナイジェリア南部の都市アバに本拠を置くサッカークラブである。ユニフォームはホームでは青、アウェイでは白である。
ホームスタジアムは20,000人収容のエニンバ・インターナショナル・スタジアム。
ナイジェリア・プレミアリーグで2001年、2002年、2003年、2005年、2007年、2010年、2015年に優勝している。
CAFチャンピオンズリーグで、2003と2004年シーズンに優勝してアフリカチャンピオンとなっている。
2021年9月15日、フィニディ・ジョージが監督に就任。
2023年7月12日、ヌワンコ・カヌの会長就任が発表された。

## タイトル

### 国内タイトル
- リーグ：8回

2001, 2002, 2003, 2005, 2007, 2010, 2015, 2019
- カップ：4回

2005, 2009, 2013, 2014

### 国際タイトル
- CAFチャンピオンズリーグ：2回

2003, 2004

## 歴代監督
- ダニエル・アモカチ 2008
- フィニディ・ジョージ 2021-

## 歴代所属選手

### GK
- ヴィンセント・エニェアマ 2001-2004

### MF
- エマニュエル・エクポ 2007-2008

### FW
- カルー・ウチェ 1998
- ビクトル・オビンナ 2004-2005